# Jakub Nowakowski
Jakub Tomasz Nowakowski, ps. Tomek, Tomasz (ur. 4 grudnia 1924 w Warszawie) – polski zoolog, doktor nauk biologicznych, działacz konspiracji niepodległościowej w czasie II wojny światowej, uczestnik powstania warszawskiego, major Wojska Polskiego w stanie spoczynku.

## Życiorys
Urodził się w rodzinie artysty malarza i grafika Bogdana Bartłomieja Nowakowskiego (1887–1945) i Zofii z domu Dydzińskiej. Brat Wandy Janickiej (1923–2023), także uczestniczki powstania warszawskiego. Przed wojną w Warszawie uczęszczał do Szkoły Rodziny Wojskowej przy ulicy Czarneckiego, a następnie do Publicznej Szkoły Powszechnej im. Adama Skwarczyńskiego.
W momencie wybuchu II wojny światowej był uczniem Państwowego Gimnazjum Męskiego imienia Tadeusza Czackiego w Warszawie. W trakcie okupacji niemieckiej, od lutego 1942 działał w konspiracji niepodległościowej w młodzieżowej organizacji PET, następnie w Szarych Szeregach - GS - Hufiec „Centrum” („CR”), 5 drużyna CR-500. Przed powstaniem warszawskim miał przydział do I plutonu – 1. kompanii „Maciek” – Batalionu „Zośka” – Brygady Dywersyjnej „Broda 53” – Kedywu Komendy Głównej Armii Krajowej. W momencie wybuchu powstania warszawskiego, w związku z odcięciem Żoliborza, nie mógł stawić się na miejsce zgrupowania swojej macierzystej jednostki i w związku z tym w trakcie powstania warszawskiego walczył w szeregach plutonu 226 – Zgrupowania „Żniwiarz” – II Obwodu „Żywiciel” (Żoliborz) Warszawskiego Okręgu Armii Krajowej. Brał udział między innymi w ataku na Dworzec Gdański, w  trakcie próby połączenia Żoliborza ze Starym Miastem. Po upadku powstania trafił do niewoli niemieckiej (nr jeniecki 45570) - Stalagu XI A Altengrabow.
W 1946 wrócił do Polski, studiował biologię na Uniwersytecie Mikołaja Kopernika w Toruniu, a po roku na Uniwersytecie w Poznaniu. Aby otrzymać miejsce w akademiku, zapisał się do ZBoWiD-u. Po ukończeniu studiów został asystentem w Zakładzie Zoologii. Doktoryzował się w Instytucie Zoologii PAN w Warszawie i pracował tam do emerytury.
Otrzymał awans na stopień majora. Członek Światowego Związku Żołnierzy Armii Krajowej oraz Społecznego Komitetu Opieki nad Grobami Poległych Żołnierzy Batalionu „Zośka”. 20 kwietnia 2022 został mianowany członkiem Rady do Spraw Kombatantów i Osób Represjonowanych.
Wszedł w skład komitetu wspierającego kandydaturę Karola Nawrockiego na prezydenta RP w wyborach w 2025.

## Życie prywatne
Jego żoną była biolożka Irena Nowakowska z domu Totwen (1924–2023). Ma z nią córkę.

## Ordery i odznaczenia
- Krzyż Kawalerski Orderu Odrodzenia Polski (4 lipca 2012)[10][11]
- Medal Stulecia Odzyskanej Niepodległości (2019)[12]
- Warszawski Krzyż Powstańczy
- Brązowy Medal „Za zasługi dla obronności kraju”
- Medal „Pro Patria”
- Medal „Pro Memoria”
- Odznaka „Zasłużony dla Warszawy” (2012)[13]